# 캉마현

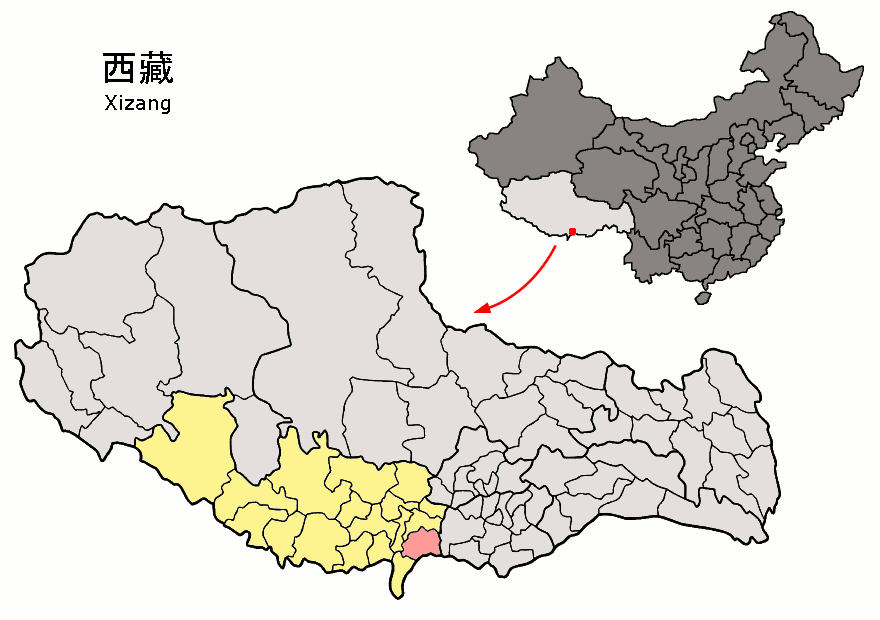
캉마르 현의 위치

캉마현(티베트어: ཁང་དམར་རྫོང་ 캉마르 종, 중국어: 康马县, 병음: Kāngmǎ Xiàn)은 티베트 자치구 르카쩌 지구의 현급 행정구역이다. 넓이는 5400km2이고, 인구는 2007년 기준으로 20,000명이다.

## 지리
해발고도는 4100~4500m이고 평균해발고도는 4300m이다. 최고연평균 기온은 4°C, 연평균 강수량은 180mm이다.

## 인구
티베트족이 99%를 차지한다. 농목업 인구가 총 인구의 93%를 차지한다.

## 행정 구역
1개 진, 8개 향을 관할한다.
- 진: 康马镇.
- 향: 涅如麦乡, 涅如堆乡, 嘎拉乡, 莎玛达乡, 康如乡, 少岗乡, 南尼乡, 雄章乡.